# Arno Köörna
Arno Arturowitsch Köörna (russisch Арно Артурович Кеёрна; * 2. Februar 1926 in Nõo (Kreis Tartu); † 21. Dezember 2017) war ein estnisch-sowjetischer Ökonom und Hochschullehrer.

## Leben
Köörna besuchte die Mittelschule Nr. 1 in Tartu (Abschluss 1947) und studierte dann an der Universität Tartu am Lehrstuhl für Politökonomie mit Abschluss 1955. Er blieb dort als Aspirant, unterrichtete und wurde Dozent. Er beschäftigte sich mit Problemen der regionalen planwirtschaftlichen Kostenrechnung und Wissenschafts- und Technikpolitik. 1961 verteidigte er seine Kandidat-Dissertation.
1965 wurde Köörna Vizedirektor und 1966 Direktor des Ökonomie-Instituts  der Akademie der Wissenschaften der Estnischen Sozialistischen Sowjetrepublik (AN-ESSR). 1970 verteidigte er seine Dissertation über wirtschaftliche Methoden zur Steuerung der Produktionsqualität in der Industrie, worauf er zum Doktor der Wirtschaftswissenschaften promoviert wurde. 1972 wurde er zum Professor ernannt und zum Korrespondierenden Mitglied der AN-ESSR gewählt. 1973 wurde er Hauptsekretär, 1975 Vollmitglied, 1982 1. Vizepräsident und 1990 Präsident der AN-ESSR als Nachfolger Karl Rebanes. 1994 schied Köörna aus dem Präsidentenamt. Sein Nachfolger wurde Jüri Engelbrecht.
Köörna war Mitglied des Obersten Sowjets der UdSSR (1970–1974) sowie Mitglied des Obersten Sowjets der ESSR. Seit 1991 war er Mitglied einer Freimaurerloge. 1998 wurde er Professor an der 1997 gegründeten privaten Europa-Universität Euroülikool in Tallinn, von der er 2005 emeritiert wurde.
Köörna war verheiratet mit Echa geborene Lind und hatte zwei Kinder. Köörna wurde auf dem Waldfriedhof Tallinn begraben.

## Ehrungen, Preise
- Orden des Roten Banners der Arbeit (1976)
- Orden der Völkerfreundschaft (1986)
- Medaille der AN-ESSR (1986)
- Orden des weißen Sterns III. Klasse (2005)